# Валь-д'Ердр-Оксанс
Валь-д'Ердр-Оксанс (фр. Val d'Erdre-Auxence) — муніципалітет у Франції, у регіоні Пеї-де-ла-Луар, департамент Мен і Луара. Валь-д'Ердр-Оксанс утворено 15 грудня 2016 року шляхом злиття муніципалітетів Ла-Корнюай, Ле-Луру-Беконне i Вільмуазан. Адміністративним центром муніципалітету є Ле-Луру-Беконне. Населення — 4946 осіб (01.01.2021).